# Ковда
Ковда (рус. Ковда) река је у Русији која протиче преко северних делова Републике Карелије и југозападних делова Мурманске области. Свој ток започиње на северу Карелије као отока језера Топозеро, а завршава га ушћем у Кандалакшки залив Белог мора. Позната је и под именима Софјанга, Кундозерка, Кума, Ругозерка, Ковдочка и Иова.
Укупна дужина водотока је 233 km, површина сливног подручја је 26.100 km², док је просечан проток у зони ушћа око 276 m³/s.
Река Ковда протиче кроз бројна језера, а већина њеног тока отпада управо на језерске акваторије. На Ковди су саграђене три велике хидроелектране. Највећа језера кроз која протиче су Пјаозеро, Ковдозеро и Јовско језеро.